# 土布加乡
土布加乡（藏語：ཐོབ་རྒྱལ་），是中华人民共和国西藏自治区日喀则市南木林县下辖的一个乡镇级行政单位。

## 行政区划
土布加乡下辖以下地区：
朗布村、江玛坚村、白萨村、东普村、差那村、顶普村、夏雪村、门嘎村、曲龙村、连珠村、岗嘎村、马格达村、夏如村和贡西村。